# Xenoblade Chronicles 2
Xenoblade Chronicles 2, відома в японії як Xenoblade 2 (яп. ゼノブレイド2) — це рольова гра в жанрі екшен, розроблена компанією Monolith Soft і видана Nintendo для консолі Nintendo Switch 1 грудня 2017 році. Ввона є третьою частиною серії Xenoblade Chronicles і сьомою основною частиною серії Xeno. Плани на випуск гри почалися незадовго до запуску Xenoblade Chronicles X у 2014 році. До команди повернулися ключові розробники попередніх ігор, зокрема творець франшизи Тецуя Такахаші. Команда хотіла розробити сюжетну гру в стилі оригінальної Xenoblade Chronicles. Гра була анонсована у 2017 році, а дата світового релізу запланована на той самий рік. Як і у випадку з Xenoblade Chronicles, локалізацією гри займалася компанія Nintendo of Europe.
Ігровий процес Xenoblade Chronicles 2 схожий на попередні частини, але з додаванням нових меканік. Вона відрізняється від першої частини Xenoblade Chronicles іншими персонажами, а також знаменує собою повернення серії до більш активного сюжету, на відміну від попередньої частини Xenoblade Chronicles X, яка була більше зосереджена на геймплеї та дослідженні відкритого світу. Події Xenoblade Chronicles 2 відбувається в Алресті, світі, вкритому морем хмар. Люди живуть на вершинах і всередині великих живих істот, відомих як Титани. Деякі люди, відомі як Драйвери, можуть викликати з кристалів могутніх істот, відомих як Блейди. Після того, як молодий хлопчина на ім'я Рекс контактує з легендарним Блейдом на ім'я Пайра, опосередковано стаючи її Драйвером, і обіцяє допомогти їй дістатися легендарного раю під назвою Елізіум. Протягом усієї подорожі Рекса та його команду переслідує Торна — організація, що має на меті заволодіти силою Пайри у власних цілях.
Гра отримала загалом позитивні відгуки, з похвалою за сюжет, персонажів, тематику, бої, музику, оточення та масштаб. В той час як критика була зосереджена на механіці гачі, навчанні та технічних питаннях. Станом на грудень 2020 року Xenoblade Chronicles 2 було продано понад 2 мільйони копій по всьому світу, це найбільш продавана гра в серії Xeno і найбільш комерційно успішна гра Monolith Soft. Завантажуваний контент для гри виходив протягом 2018 року, а у вересні того ж року вийшло сюжетне доповнення. Ця побічна історія, Torna — The Golden Country, розгортається за 500 років до основної гри і має нові механіки гри. Продовження, Xenoblade Chronicles 3, вийшло в липні 2022 року.

## Ігровий процес
Xenoblade Chronicles 2 — це рольова гра, третя частина серії Xenoblade. Як і в попередніх іграх, гравець керує героєм в партії з трьох персонажів.
У грі наявний відкритий світ з денним і нічним часовим циклом, який часто впливає на події в грі, включаючи квести, силу ворога і доступність предметів. На відміну від двох попередніх ігор, які складалися з цілісного відкритого світу, через який гравець міг подорожувати безперервно, гра відбувається на кількох титанах, між якими гравець подорожує за допомогою швидкої подорожі.

На відміну від попередніх ігор, персонажі в партії також контролюють додаткових істот, відомих як Блейди. Кожен персонаж може мати лише три активні Блейди одночасно, що визначає клас персонажа, між атакуючим, цілителем або танком.

Блейди та навички гри базуються на восьми стихіях: вогонь, вода, вітер, лід, електрика, земля, світло і темрява.
Усього в базовій грі можна зібрати 40 унікальних «рідкісних» клинків, а ще 11 можна отримати через завантажуваний контент, та ще декілька через нову гру плюс в пізніших патчах. Більшість клинків гри не є частиною основного сюжету, і їх можна призначити будь-якому Водію; серед них є KOS-MOS з серії Xenosaga.

### Бойова система
Xenoblade Chronicles 2 має бойову систему, де гравець вручну переміщує обраного героя в реальному часі, а всі члени партії «автоатакують», коли вороги потрапляють в радіус їхньої атаки.
Кожен персонаж має навички, які називаються «Мистецтва» (англ. Arts), що можуть бути використані для накладання певних ефектів на себе чи на ворога для нанесення додаткової шкоди.
Як члени партії, так і вороги мають обмежену кількість очок здоров'я, і атаки вичерпують це значення. Бій вважається виграним, коли всі вороги втрачають здоров'я, але програним, якщо персонаж гравця втрачає все своє здоров'я і не має засобів для відродження. Здоров'я може бути відновлене гравцем за допомогою мистецтв зцілення під час бою, або ж гравець може дозволити персонажам автоматично відновлювати здоров'я поза боєм. Перемоги в битвах приносять гравцеві очки досвіду, які дозволяють персонажам ставати сильнішими шляхом підвищення рівня.
Вони також таким чином заробляють очки навичок, які можна використати для посилення їхніх мистецтв та навичок Драйверів та блейдів. Поразка в битві повертає партію до останнього відвіданого орієнтира. Багаторазове використання мистецтв дозволяє використовувати особливі рухи, які називаються Blade Combo. Виконання цих спеціальних рухів у правильному порядку створює Blade Combo, накладаючи на ворога стихійні сфери, що відповідають стихії останньої атаки у комбінації.
Blade Combo вимагає від сторони нанести ворогу чотири стани у певному порядку: Break, Topple, Launch та Smash. Одночасне виконання комбінації Driver Combo і Blade Combo створює комбінацію Fusion Combo, яка значно збільшує шкоду, що наноситься, і ефекти від Blade Combo.
«Партійна шкала» повільно заповнюється, коли члени партії успішно наносять удари по ворогах, і заповнення індикатора дозволяє гравцеві об'єднати кілька атак разом для завдання додаткової шкоди.

Коли всі три поділки заповнені, гравець може використати всі доступні блейди для проведення ланцюгової атаки, яка завдає додаткової шкоди, оскільки знищує раніше створені сфери. На ворога можна накласти до 8 стихійних сфер. Ланцюгову атаку можна провести до 4 разів поспіль, при час цього ворог не зможе атакувати персонажів гравця. Також розбивши певну кількість сфер на певній інтерації Ланцюгової Атаки відбувається так званий «Full Burst», при якому всі стихійні сфери, що залишилися на ворозі, вибухають, завдаючи ворогові колосальну шкоду в порівнянні з усіма іншими видами атак у грі.

Партійна шкала поступово виснажується поза боєм, і одина поділка потрібена для відродження недієздатних персонажів. Один член партії також має «агро-кільце» навколо себе. Чим більше дій виконує персонаж, тим більша ймовірність того, що вороги зосередять свої зусилля на цьому персонажі, що призводить до стратегічного аспекту заманювання та відволікання уваги ворогів.

Гравець безпосередньо керує одним з драйверів у партії, що використовує отримані блейди для автоматичної атаки та виконання мистецтв. Натискання кнопки мистецтва в той самий момент, коли починається автоатака, дозволяє йому «скасувати» анімацію автоатаки і негайно використати його. Кожен клинок дає своєму водієві свій набір мистецтв, який визначається типом зброї.

## Сюжет

### Сетінг та персонажи
Події гри розгортається у вигаданому світі Алрест, де є тільки море, вкрите хмарами, населене величезними істотами, відомими як Титани, на яких живе людство. Легенди стверджують, що колись людство жило на верхівці «Світового дерева», масивного дерева в центрі Алресту, в раю під назвою Елізіум разом зі своїм творцем, Архітектором, але з невідомих причин було звідти вигнане. Блейди — могутні істоти, викликані з «Серцевинних кристалів» (англ. Core crystals), які спрямовують енергію в свою зброю за допомогою сили, що називається ефір. Їхні господарі називаються Драйверами; коли Драйвер помирає, його Блейд повертається до Кристала і втрачає свою пам'ять. Через деякий час інший Драйвер може пробудити його, якщо кристал не пошкоджений. Через тісний духовний зв'язок між Драйвером і Блейдом, особистість першого впливає на особистість другого.
Головний герой — Рекс, драйвер Айгіс (яп. 天の聖杯; Тен но сеіхаі; укр. Святий небесний грааль, англійська локалізація — англ. Aegis; укр. Егіда), могутнього та легендарного Блейда. що має дві особистості, Пайру та Мітру (яп. Шіно Шімоджі; англ. Skye Bennett), які мають спільну совість, але різні здібності. Як сирота, Рекс виріс у селі Фонсетт на Леферійському архіпелазі — місці, що розташоване на кількох Титанах, які знаходяться близько один до одного і з'єднані між собою мостами та іншими спорудами. Він дуже близький з Азурдою, титаном, якого Рекс називає «Дідусь», на якому Рекс прожив більшу частину свого життя.
Доповнення Xenoblade Chronicles 2: Torna - The Golden Country додає нову історію, що розгортається за 500 років до цього. У центрі уваги — Лора, її Блейд Джин і їхні союзники в їхніх битвах проти Малоса в Торні, країні, недоступній в основній грі.

### Сюжет
Рекс, осиротілий рятівник, який за гроші збирає скарби з-під Хмарного моря, наймається головою Торгової гільдії Аргентум Бана, щоб допомогти драйверам Джіну, Малосу і Нії, які входять до групи Торна, підняти стародавній корабель. На кораблі вони знаходять Пайру, легендарний блейд, відомий як Айгіс. Коли Рекс простягає руку, щоб доторкнутися до меча Пайри, Джин смертельно ранить його. Рекс прокидається на полі з Пайрою, яка розповідає, що вони перебувають у спогадах про її старий дім, Елізіум. Вона просить його допомогти їй дістатися туди, в обмін на це дає йому половину свого Серцевинного кристалу, щоб оживити його. Після цього Рекс вирушає на пошуки Елізіуму, щоб виконати дану обіцянку.

## Розробка
Гра була розроблена для Nintendo Switch компанією Monolith Soft і є третьою частиною їхньої серії Xenoblade Chronicles, після оригінальних Xenoblade Chronicles і Xenoblade Chronicles X.

Планування гри почалося в липні 2014 року, під час другої половини розробки Xenoblade Chronicles X.

У той час як оригінальна Xenoblade Chronicles слідувала типовій структурі загальної сюжетної JRPG, Xenoblade Chronicles X отримала набагато менший акцент на сюжеті, і була організована в структурі, що базується на місіях, зосередженим, в першу чергу, на дослідженні величезного відкритого світу гри.
Команда розробників була незадоволена, почувши скарги фанатів на зміни, і почала працювати над іншою, більш сфокусованою на сюжеті грою.

Оскільки ігровий процес був радше продовженням першої гри, вони вирішили назвати її Xenoblade Chronicles 2.
 Xenoblade Chronicles 2 розроблялася швидше, ніж попередні ігри, хоча на початку розробка була складною через недостатнє доопрацювання технічних специфікацій Switch. Архітектура Xenoblade Chronicles X була використана для Xenoblade Chronicles 2 для прискорення розробки.

Іншим мотивуючим фактором була угода, укладена командою з Nintendo спеціально для того, щоб випустити гру на початку життєвого циклу Nintendo Switch.
Одним із завдань Monolith Soft для гри було надати персонажам ширший діапазон виразів обличчя порівняно з минулими частинами Xenoblade. Головним дизайнером персонажів став Масацугу Сайто, який вперше створював персонажів для відеоігор.
Розробники обрали його, щоб надати протагоністам більш виразного аніме-подібного художнього стилю, ніж у попередніх частинах Xenoblade

, які відрізнялися більш реалістичним типом моделювання, який вони вважали занадто жорстким.

Square Enix художник Тецуя Номура відповідав за персонажів в організації Torna.

Такахаші хотів попрацювати з Номурою, але оскільки той був зайнятий іншими іграми у Square Enix, він нерішуче звернувся до компанії з надією, що його запросять попрацювати як запрошеного художника. На подив Такахаші, вони погодилися на переговори. Інші запрошені художники також зробили свій внесок, такі як ветерани серії «Xeno» Куніхіко Танака та Сорая Сага, які розробили дизайни деяких блейдів гри, зброєподібних форм життя.

Танака розробив блейд-версію KOS-MOS, одного з головних героїв трилогії Xenosaga

Історія гри була задумана Такахаші за допомогою сценаристів Юічіро Такеди та Кадзухо Хьодо.
Такеда, який також працював сценаристом над двома останніми іграми Xenoblade, заявив, що техніка написання та робочий процес для Xenoblade Chronicles 2 був схожий на кіно. Хоча це продовження Xenoblade Chronicles, воно має новий світ і персонажів.

### Музика
Оригінальну музику до гри написали Ясунорі Міцуда, Кенджі Хірамацу, Манамі Кійота та дует ACE (Томорі Кудо та Хіройо Яманака).
Міцуда, який також відповідав за аудіо-бюджет, бронювання музикантів, управління розкладом і коректуру нот, вперше був запрошений до проекту Такахаші в грудні 2014 р.

Протягом наступного року Міцуда і Такахаіі проводили численні зустрічі, обговорюючи загальний напрямок музики, і врешті-решт запросили музичний гурт ACE і Кенджі Хірамацу, який також працював над першими «Xenoblade Chronicles».
Міцуда вважає, що це найбільший проект, над яким він коли-небудь працював, адже в ньому взяли участь понад 300 музикантів, а обсяг музичних творів склав 20 000 аркушів, а файли та дані з Pro Tools, його програмного забезпечення для створення музики, перевищили один терабайт.

Загалом для гри було записано близько 120 треків, з яких близько 25 належать Міцуді.

У саундтреку звучать виступи Словацького симфонічного хору Братислави, а також ірландського камерного хору Anúna.

Міцуда, який завжди хотів попрацювати з Anúna після того, як став її фанатом у 1990-х роках, стверджував, що їхні виступи для гри змушували його плакати.

Два треки, в тому числі фінальну тему, написану Міцудою, заспівала Дженніфер Берд з англійського акустичного дуету Tomorrow Bird. Перед записом Міцуда і Берд листувалися, щоб вона могла належним чином передати емоції персонажів своїм співом. Під час запису Берд змогла імпровізувати мелодійні елементи свого співу, чого зазвичай не відбувалося з аранжуваннями Міцуди.

## Реліз
Гра була анонсована в січні 2017 року в рамках детального представлення Nintendo Switch, того ж дня вийшов геймплейний трейлер.

Подібно до оригінального Xenoblade, назва була оголошена як Xenoblade 2 в Японії, але в англомовних регіонах до назви додали Chronicles.

Гра також була частиною презентації Nintendo на E3 2017, де було підтверджено її реліз до кінця 2017 року.

Як і в оригінальній Xenoblade Chronicles, за англійську локалізацію взявся європейський підрозділ Nintendo, який регулярно спілкувався з японським та американським підрозділами Nintendo щодо рішень, які могли виявитися суперечливими, що раніше було проблемою з Xenoblade Chronicles X.

На відміну від перших двох ігор, процес локалізації відбувався під час розробки, а не після, і був готовий вчасно до одночасного світового запуску 1 грудня 2017.
За кілька днів до запуску гри на офіційні акаунти Nintendo на YouTube було завантажено рекламне музичне відео з вокальним треком з гри у виконанні Міцуди «Shadow of the Lowlands».

У кліпі задіяний виступ Anúna, а зняв і зрежисував його Майкл МакГлінн, лідер гурту.

Офіційний саундтрек, що складається з понад сотні композицій, вийшов у фізичному та цифровому форматах 23 травня 2018 року.

Додатковий вміст було додано через Expansion Pass, який вийшов у 2018 році. Було додано нові предмети, квести, блейди, яких можна завербувати, та режим 'Challenge Mode'.

Новий сюжетний контент, Xenoblade Chronicles 2: Torna -The Golden Country, вийшов у цифровому форматі як частина Expansion Pass 14 вересня 2018 року, а через тиждень — як окремий роздрібний реліз.

Костюм, заснований на Рексі, був доданий до The Legend of Zelda: Breath of the Wild за кілька тижнів до запуску гри.
Персонажі з Xenoblade Chronicles 2 розглядалися на посаду ігрового бійця в Super Smash Bros. Ultimate

Зрештою, Пайра та Мітра були додані до списку як боєць 2-в-1 через завантажуваний контент у березні 2021 року, разом з новою ареною та кількома музичними треками.

Хоча Рекс розглядався, Сакурай вважав неможливим контролювати їх обох одночасно, порівнюючи ситуацію з Льодолазом, тому він був зведений до допоміжних ролей в моветонах Пайри та Мітри.

## Оцінки та відгуки
| Агрегатор  | Оцінка |
| ---------- | ------ |
| Metacritic | 83/100 |

| Видання                   | Оцінка |
| ------------------------- | ------ |
| 4Players                  | 90%    |
| Destructoid               | 8/10   |
| Edge                      | 7/10   |
| Electronic Gaming Monthly | 7/10   |
| Eurogamer                 | [ 46 ] |
| Famitsu                   | 35/40  |
| Game Informer             | 7.5/10 |
| GameSpot                  | 7/10   |
| Nintendo Life             | [ 50 ] |
| Nintendo World Report     | 9.5/10 |

Після релізу Xenoblade Chronicles 2 отримала загалом схвальні відгуки за версією агрегатору рецензій Metacritic, який дав їй загальну оцінку 83 % на основі 93 рецензій. Сюжет гри, персонажі, складна бойова система, саундтрек, кількість контенту, а також краса і розмір оточення були в основному схвальні. Джон Рейрдін з Nintendo World Report вважав гру «однією з найкращих JRPG покоління і, можливо, всіх часів» і високо оцінив музику, «різноманітний світ», «свіжі та захопливі бої» і «захопливу сюжетну лінію». Він також висловив сумнів, що для Switch буде краща JRPG. Алекс Фуллер з RPGamer з ентузіазмом підтримав гру, сказавши: «2017 рік був одним з найкращих років в історії рольових ігор; Xenoblade Chronicles 2 зачаровує, будучи однією з найкращих ігор року».
Однак гра не обійшлася без критики. Джейсон Шрайер з Kotaku', якому також не сподобалася оригінальна Xenoblade Chronicles, дав переважно негативний відгук, назвавши гру «нудною, похмурою, надмірно складною і такою, що не турбується про марнування часу гравця». Він піддав жорсткій критиці написання, технічні проблеми, темп, а також ігровий процес, який він вважав надмірно великим і складним, а також «незграбні» меню. Він також критикував сюжет, назвавши його «невиразним сценарієм, який топчеться навіть по найцікавіших сюжетних сценах». Однак він похвалив «вражаючу» музику і «чудово реалізоване» оточення. Ногучі з IGN Japan розкритикував деякі механіки гри, які не були добре пояснені, і кількість помилок, знайдених у грі під час запуску, але з нетерпінням чекає на ранній патч гри, щоб виправити багато з цих проблем. Джед Прессгроув, однак, пишучи для Slant Magazine, дуже критично поставився до великої кількості підручників, знайдених у грі, заявивши: "Дуже важко, якщо не неможливо, відчути себе в іншому світі, не кажучи вже про те, щоб пережити історію, коли такі елементи привертають увагу до надуманості всього цього. Прессгроув схвалив «запальний саундтрек» гри. Гарольд Голдберг з Washington Post знайшов «заплутаний, недружній геймплей» недоступним, сказавши: «Чудова гра лежить десь там… її дуже часто занадто важко проплисти», і що він не буде грати в гру знову після її завершення.
Xenoblade Chronicles 2 також була номінована в категорії «Найкраща RPG» на премії IGN Best of 2017 Awards, та номінацію на премію National Academy of Video Game Trade Reviewer Awards у 2018 році.

### Продажі
За перший тиждень в Японії було продано майже 98 000 копій гри, а за місяць — 168 000. У Сполученому Королівстві гра зайняла 19-те місце за перший тиждень, що дозволило їй дебютувати на 9 місць вище у порівнянні з Xenoblade Chronicles X. У США вона посіла 16-те місце в чарті за грудень. За місяць гра продалася тиражем понад мільйон копій по всьому світу.
Станом на квітень 2018 року Xenoblade Chronicles 2 стала найпопулярнішою грою у франшизі Xeno та найпопулярнішою грою Monolith Soft загалом. У вересні 2018 року Такахасі заявив: "Xenoblade Chronicles 2 перевершила мої очікування. Ми дійсно побачили, що в Північній Америці та Європі грає більше людей, ніж ми думали… продажі DLC «Torna» також перевищують наші очікування. В інтерв'ю 4Gamer Такахасі розповів, що Xenoblade Chronicles 2 було продано 1,73 мільйона одиниць по всьому світу станом на березень 2019 року.